# 三国演义 (动画)
《三国演义》是2008年由北京辉煌动画公司与日本未来行星株式会社联合拍摄的52集大型数字动画系列片。这部TV动画片是以罗贯中所著作的古典名著小说《三国演义》改编而成，剧情基本忠实原著。每集25分钟左右，于2008年10月份在中国中央电视台少儿频道首期试播，2009年8月在中国中央电视台电视剧频道以电视剧形式播出（被剪辑为每集50分钟、共26集版本），成为该频道成立以来以电视剧形式播出的第一部动画。
日本放映時標題改為《最強武將傳 三國演義》（最強武将伝 三国演義），2010年4月4日起在東京電視網內的各局播出。
2010年8月9日起在台灣中视播出。

## 配音员列表
| 人物     | 漢語版配音演员 | 日語版配音演员               |
| -------- | -------------- | ---------------------------- |
| 刘备     | 李立宏         | 船越英一郎                   |
| 关羽     | 刘清玮         | 松永博史                     |
| 张飞     | 张遥涵         | 山崎裕太                     |
| 曹操     | 徐 涛          | 鹤见辰吾                     |
| 吕布     | 赵 毅          | 佐佐木功                     |
| 貂蝉     | 季冠霖         | 木南晴夏                     |
| 王允     | 汤水雨         | 大石吾朗                     |
| 董卓     | 刘润成         | 河原佐武                     |
| 诸葛亮   | 张 震          | 石井正则（アリtoキリギリス） |
| 赵云     | 张 杰          | 载宁龙二                     |
| 荀彧     | 李 君          | 大林隆介                     |
| 郭嘉     | 杨风燕         | 茂平                         |
| 許褚     | 藤 新          | 矶山良司（江户むらさき）     |
| 曹仁     | 李 浩          | 金光宣明                     |
| 周瑜     | 周野芒         | 铃木一真                     |
| 袁绍     | 车晓彤         | 谷崎弘一                     |
| 孫尚香   | 何 新          | 铃木砂羽                     |
| 小喬     | 刘明珠         | 户田菜穗                     |
| 張世平   | 李龙滨         | 土屋贵司                     |
| 司馬懿   | 白 涛          | 中村秀利                     |
| 曹丕     | 王 子          | 佐佐木启夫                   |
| 祝融夫人 | 张 艾          | 比企理惠                     |
| 魏延     | 张 杰          |                              |
| 刘禅     | 张 杰          |                              |
| 夏侯惇   | 边江           |                              |
| 徐晃     | 藤 新          |                              |
| 诸葛瑾   | 藤 新          |                              |
| 吴国太   | 刘明珠         |                              |
| 李肅     | 张 杰          |                              |
| 解说员   | 周 扬          | 鹿贺丈史                     |

其他中文配音演员：陈思宇、赵洋、杨旸、白马、郑炼、刘九榕、边江、贾红翔、孟宇、藤新、褚郡、崔小东、伍希临
※註：台灣版播出帶沿用大陸版配音。

## 制作人员
- 原作：罗贯中
- 总监制：赵化勇
- 总策划：孙玉胜、李建、李挺
- 监制：余培侠、高建民、张海潮
- 策划：王英、李央、周凤英、石畑俊三郎
- 艺术总监：钱运达
- 中日协调：李永真、金光国
- 顾问：刘世德、阎善春、张晶
- 总导演：朱敏、沈寿林、大贺俊二
- 总编剧：王大为
- 美术设计：陈联运、俞臻彦
- 音乐导演：王继华
- 作曲：张俊鹏
- 总制片人：周凤英、石畑俊三郎
- 国产动画片发行许可证：（央）动审字[2008]第004号
- 动画制作：北京辉煌动画公司、未来行星株式会社
- 联合出品：中央电视台少儿频道、北京辉煌动画公司、未来行星株式会社、央视动画有限公司、株式会社多美

## 主题歌

### 中文版
片头曲《一捧江山在掌握》（土篇）
作词：吴晓天/作曲：张骏鹏/演唱：张佳
片尾曲《川流不息》（水篇）
作词：吴晓天/作曲：马军/演唱：吴炜
片头曲《梦在燃烧》（火篇）
作词：吴晓天/作曲：马军/演唱：汤子星
片头曲《争锋》（金篇）
作词：吴晓天/作曲：马军/演唱：王庆
片尾曲《四季》（木篇）
作词：吴晓天/作曲：李永昌/演唱：曾黎
香港版片头曲《滚滚长江东逝水》
作词：陈诗慧/作曲：叶肇中/演唱：邓健泓

### 日文版
片头曲
作词：阿久悠/作曲：铃木キサブロー/编曲：山下康介/演唱：佐佐木功
发行：哥伦比亚音乐娱乐（コロムビアミュージックエンタテインメント）
该曲为阿久悠生前所作歌词集所录歌词配上曲子的成果。
1-26集片尾曲
作词：岩里祐穂/作曲、编曲：鹭巢诗郎/演唱：May'n
发行：Flying DOG（フライングドッグ）
27-52集片尾曲
作词、作曲、编曲、演唱：中岛卓伟/弦编曲：菊谷知树
发行：Zetima（ゼティマ）/UP-FRONT WORKS（アップフロントワークス）

## 每集标题
| 集数       | 中文标题       | 日文标题 |
| ---------- | -------------- | -------- |
| 第一集     | 桃园结义       |          |
| 第二集     | 董卓进京       |          |
| 第三集     | 三英战吕布     |          |
| 第四集     | 连环计         |          |
| 第五集     | 凤仪亭         |          |
| 第六集     | 让徐州         |          |
| 第七集     | 移驾许都       |          |
| 第八集     | 辕门射戟       |          |
| 第九集     | 战宛城         |          |
| 第十集     | 白门楼         |          |
| 第十一集   | 煮酒论英雄     |          |
| 第十二集   | 关羽约三事     |          |
| 第十三集   | 千里走单骑     |          |
| 第十四集   | 古城会         |          |
| 第十五集   | 官渡之战（上） |          |
| 第十六集   | 官渡之战（下） |          |
| 第十七集   | 三顾茅庐       |          |
| 第十八集   | 孔明出山       |          |
| 第十九集   | 单骑救阿斗     |          |
| 第二十集   | 长坂坡         |          |
| 第二十一集 | 舌战群儒       |          |
| 第二十二集 | 群英会         |          |
| 第二十三集 | 草船借箭       |          |
| 第二十四集 | 苦肉计         |          |
| 第二十五集 | 借东风         |          |
| 第二十六集 | 火烧赤壁       |          |
| 第二十七集 | 智取南郡       |          |
| 第二十八集 | 甘露寺（上）   |          |
| 第二十九集 | 甘露寺（下）   |          |
| 第三十集   | 卧龙吊丧       |          |
| 第三十一集 | 马超起兵       |          |
| 第三十二集 | 张松献图       |          |
| 第三十三集 | 刘备入川       |          |
| 第三十四集 | 义释严颜       |          |
| 第三十五集 | 单刀赴会       |          |
| 第三十六集 | 定军山         |          |
| 第三十七集 | 关羽战庞德     |          |
| 第三十八集 | 走麦城         |          |
| 第三十九集 | 火烧连营       |          |
| 第四十集   | 白帝城         |          |
| 第四十一集 | 七擒孟获（上） |          |
| 第四十二集 | 七擒孟获（中） |          |
| 第四十三集 | 七擒孟获（下） |          |
| 第四十四集 | 出师北伐       |          |
| 第四十五集 | 收姜维         |          |
| 第四十六集 | 空城计         |          |
| 第四十七集 | 斗智祁山       |          |
| 第四十八集 | 诸葛妆神       |          |
| 第四十九集 | 六出祁山       |          |
| 第五十集   | 五丈原         |          |
| 第五十一集 | 政归司马氏     |          |
| 第五十二集 | 三国归晋       |          |

## 关联商品

### DVD
- 《三国演义》珍藏版DVD （中国国际电视总公司出版发行 上部下部二合一 全10碟装 MPEG-2 PAL Letter Box 16:9）
  - 《三国演义》上部 （DVD-5 1-26集收录） ISRC CN-A03-08-407-00/V.J9
  - 《三国演义》下部 （DVD-5 27-52集收录） ISRC CN-A03-09-356-00/V.J9